# Chezidek
Chezidek est un chanteur jamaïcain de reggae, né le 20 juin 1973, qui connaît le succès depuis quelques années grâce à sa chanson Leave the trees. Ses textes positifs et pacifistes incarnent le renouveau du son one-drop qui s'oppose au dancehall et aux paroles slackness qui emploient des termes grossiers, sexuellement explicites ou font l'apologie des armes.
Originaire de Saint Ann, Chezidek a percé dans la musique grâce au X-terminator crew qui lui permit d'enregistrer son premier album Harvest Time en 2002.

## Biographie
Chezidek a commencé très tôt à chanter lors de concerts scolaires et était membre de la fanfare de St. Ann's Bay. Après avoir terminé ses études, il a joué sur des systèmes de son de la région, tels que Chilla Rinch, chantant et DJing lors de divers spectacles de danse et de talents. 
Il a quitté la baie de Sainte-Anne pour Kingston où il a rencontré le producteur de disques Philip "Fatis" Burrell de Xterminator Production. Il a enregistré son premier album en 2002, intitulé Harvest Time (distribué par VP Records), avec des morceaux populaires tels que "Je ne peux pas entendre ce que je ressens", "Breakfree" et le titre titre "Harvest Time". 
Son premier numéro un hit single "Leave De Trees" sur l'étiquette Promotion Notre, produit par Hugh Miller (alias Dan lapin) a continué BBC Top 10 dancehall tableau. Depuis lors, il a joué sur des événements majeurs tels que Magnum Sting, Teen Splash, Dancehall Jam Jam, Hommage à Bob Marley et Hommage à Peter Tosh, Rebel Salute et Western Consciousness. Il a reçu le prix du meilleur nouvel artiste de la Fédération jamaïcaine de musique et artiste affilié (JFM) pour le comté de Middlesex. 
L'album Inna Di Road de Chezidek a été produit par Bobby "Massive B" Konders et distribué par Greensleeves Records en septembre 2007. "Call Pon Dem" ainsi que des reprises de "Mi Nah Run" tirées de son album Inna Di Road sont présentés à la radio fictive. station Massive B Système sonore dans  Grand Theft Auto IV.

## Discographie
- Harvest Time [2002]
- Rising Sun [2005]
- Mash Dem Down [2006]
- Firm Up Yourself [2007]
- Inna Di Road [2007]
- I Grade [2009]
- Herbalist [2010]
- Judgement time [2010]
- More Trees [2011]
- Freedom Fighters [2013]
- The Order Of Melchezedik [2013]
- Roots Songs [2014]
- Irie Day [2017]
- Hello Africa [2020]
- Timeless [2020]
- Inna Dem Eye Riddim [2021]
- My Life [2022]
- Never Stop [2023]